# Patrick DesRochers
Patrick Joseph DesRochers (* 27. Oktober 1979 in Penetanguishene, Ontario) ist ein kanadischer Eishockeytorwart, der seit Juli 2012 beim Dornbirner EC in der Erste Bank Eishockey Liga unter Vertrag steht.

## Karriere
Patrick DesRochers begann seine Profikarriere 1999 in der American Hockey League bei den Springfield Falcons, nachdem er zuvor von den Phoenix Coyotes im NHL Entry Draft 1998 an 14. Gesamtposition gezogen worden war. Er blieb vier Jahre lang bei dem Club und hält bis heute den clubinternen Rekord für die meisten absolvierten Spiele. Ab 2003 wechselte er zwischen diversen Mannschaften der Minor Leagues Nordamerikas, schaffte aber trotz vereinzelter Einsätze nie den Sprung in die National Hockey League.
Nach einem Jahr Pause wechselte er 2006 nach Europa und lief zunächst für den ETC Crimmitschau in der 2. Eishockey-Bundesliga auf, ehe ihn die Augsburger Panther in die Deutsche Eishockey Liga holten. Nach einem wenig erfolgreichen Jahr wechselte er in die norwegische GET-ligaen; mit dem dortigen Topclub Vålerenga IF Oslo konnte er in der Saison 2008/09 den Titel des norwegischen Meisters gewinnen.
Nach vier Spielzeiten holte ihn 2012 der österreichische Neo-Erstligist Dornbirner EC an Bord.

## Erfolge und Auszeichnungen
- 1998 CHL Top Prospects Game
- 2001 All-Star-Team des Spengler Cups
- 2009 Bester Gegentorschnitt der GET-ligaen
- 2009 Norwegischer Meister mit Vålerenga IF Oslo
- 2010 Bester Gegentorschnitt der GET-ligaen
- 2010 Norwegischer Vizemeister mit Vålerenga IF Oslo
- 2010 All-Star-Team der GET-ligaen

## Karrierestatistik

### Play-offs
(Legende zur Torhüterstatistik: GP oder Sp = Spiele insgesamt; W oder S = Siege; L oder N = Niederlagen; T oder U oder OT = Unentschieden oder Overtime- bzw. Shootout-Niederlage; Min. = Minuten; SOG oder SaT = Schüsse aufs Tor; GA oder GT = Gegentore; SO = Shutouts; GAA oder GTS = Gegentorschnitt; Sv% oder SVS% = Fangquote; EN = Empty Net Goal; 1 Play-downs/Relegation; Kursiv: Statistik nicht vollständig)